# Roy Williams (Musiker)
Roy Williams (* 7. März 1937 in Salford) ist ein britischer Jazzmusiker (Posaune, auch Gesang).

## Leben und Wirken
Williams lernte als Jugendlicher Klavier, bevor er mit 18 Jahren zur Posaune wechselte. Er spielte in verschiedenen lokalen Bands des Traditional Jazz, etwa 1956/57 bei den Jazz Aces von Eric Battys, um dann seinen Wehrdienst abzuleisten. Anschließend schloss er sich 1960 in London der Band des Trompeters Mike Peters an, um im Mai 1961 Mitglied der Band von Terry Lightfoot zu werden; mit ihm entstanden erste Aufnahmen und er trat auch in dem Film It’s Trad, Dad (1962) auf. 1965 holte ihn Alex Welsh in seine Band, in der er bis 1978 blieb; dort begleitete er auch Ruby Braff, Wild Bill Davison und Bud Freeman. Mit Buddy Tate entstand 1976 das Album Love and Slows Vol. 3 für Barclay Records. Weiterhin arbeitete er mit seinem Bandkollegen John Barnes zusammen, mit dem das Album Gruesome Twosome (Black Lion 1980) entstand.
Zwischen 1978 und 1983 gehörte Williams dem Ensemble von Humphrey Lyttelton an. Daneben war er Gründungsmitglied der Pizza Express All Stars, die mit Benny Waters auftraten; mit Waters entstand das gemeinschaftliche Album When You’re Smiling (1981). Er nahm auch zwei Alben mit dem Trio von Eddie Thompson für Hep Records auf.
In den 1980er und 1990er Jahren trat Williams regelmäßig bei internationalen Festivals mit Musikern wie Buddy Tate, der Harlem Blues and Jazz Band, The World’s Greatest Jazz Band, Peanuts Hucko, Bent Persson oder Bobby Rosengarden auf. Ab 1983 nahm er in der Schweiz und in Kanada mit dem Sextett von Doc Cheatham und Jim Galloway auf. Bei einer Tournee in Schweden entstand 1984 mit den Swedish All Stars sein Album Royal Trombone. Weiterhin trat er mit Bob Wilbers Bigband auf, leitete gemeinsam mit Stan Barker ein Quartett. Mit Digby Fairweather und der Welsh Reunion Band tourte er ab 1994 mit Salute to Satchmo und nahm zudem mit der Great British Jazz Band von Fairweather und Pete Strange auf; ferner arbeitete er mit Keith Smith und mit Bill Allred (Absolutely, 1996).
Williams leitete 1998 zusammen mit dem Saxophonisten Danny Moss ein swing-orientiertes Quintett, das das Album Steamers! für das Label Nagel-Heyer Records aufnahm. Er war mehrfach in Deutschland auf Tournee, auch mit Pete York. Weiterhin unterhielt er ein Trio mit seinem Sohn, dem Gitarristen Andrew Williams, und dem Bassisten Leon Clayton.
Beim Edinburgh Jazz Festival 2015 trat Williams mit John Burgess bei einem Tribute-Konzert mit dem Titel Remembering Alex Welsh auf. Er ist auch auf Alben der Ostberliner Dixieland-All-Stars Berlin und der Old Merry Tale Jazzband sowie Audrey Motaung zu hören.
Williams wurde von Elizabeth II. bei den 2020 Birthday Honours für seine Verdienste um den Jazz zum Member of the Order of the British Empire ernannt.

## Lexikalische Einträge
- John Chilton, Who’s Who of British Jazz. Continuum International Publishing Group 2004; ISBN 0-8264-7234-6
- Clarrie Henley, Barry Kernfeld: Roy Williams. In: The New Grove Dictionary of Jazz. 2002. doi:10.1093/gmo/9781561592630.article.J486700